# Homolytische splitsing
Bij homolytische splitsing of homolyse wordt een neutrale molecule AB opgebroken in twee vrije radicalen: 
Dit vindt plaats doordat de elektronen waaruit de gesplitste binding zich verdelen over de losse atomen waaruit de binding oorspronkelijk bestond. De energie die bij dit proces betrokken is, wordt bindingsenthalpie genoemd.